# پاتریک شرمن
پارتریک شرمن (انگلیسی: Patrick Scheuermann) مدیر کل کنونی مرکز پروازهای فضایی مارشال وابسته به سازمان فضایی ناسا است. وی پانزدهمین مدیر کل این مرکز فضایی بوده و از سال ۲۰۱۲ میلادی در این سمت باقی است.